# Stargate (franchise)

Een Melkweg-stargate

Stargate is een sciencefictionfranchise, gebaseerd op de gelijknamige film uit 1994. De franchise draait om de gelijknamige fictieve poorten waarmee honderden planeten met elkaar verbonden zijn, en men doorheen de Melkweg en een aantal andere sterrenstelsels kan reizen. De franchise omvat vijf televisieseries en drie films. Ze is volledig in handen van Metro-Goldwyn-Mayer, dat in 2022 werd overgekocht door Amazon.

## Geschiedenis
Op 28 oktober 1994 begon de franchise met de film Stargate van Roland Emmerich en Dean Devlin. Deze bracht zo'n 200 miljoen dollar op. Kurt Russell en James Spader speelden hierin de hoofdrollen, als respectievelijk Jack O'Neil en Daniel Jackson. De bedoeling van Emmerich en Devlin was om een trilogie te maken, maar MGM koos ervoor om na de film de televisieserie Stargate SG-1 te produceren. Ook werd een plan om de animatiefilm Stargate: The Young Explorers te maken uitgewerkt, maar deze film kwam er uiteindelijk niet. In 2016 werden uiteindelijk ook de plannen om de trilogie te maken opgeborgen.
Deze serie werd gemaakt door Brad Wright en Jonathan Glassner. Ze vormt een direct vervolg op de film, weliswaar met een aantal grote verschillen. Zo werden Russell en Spader vervangen door Richard Dean Anderson en Michael Shanks. Nieuwe hoofdrollen werden bedacht voor Amanda Tapping (als Samantha Carter) en Christopher Judge (als Teal'c). Later zouden ook onder meer Corin Nemec (als Jonas Quinn), Ben Browder (als Cameron Mitchell) en Claudia Black (als Vala Mal Doran) hoofdrollen vertolken. De serie begon op 27 juli 1997, op de Amerikaanse zender Showtime. Ze liep voor tien seizoenen en eindigde uiteindelijk op 13 maart 2007. In 2008 volgde er nog twee films van Stargate SG-1, Stargate: The Ark of Truth en Stargate: Continuum. Samen brachten ze zo'n 60 miljoen dollar op. Een derde film, die als werktitel Stargate: Revolution kreeg, werd niet gemaakt.
Ondertussen was er een spin-off gemaakt, Stargate Atlantis. Deze werd, net als SG-1, gemaakt door Wright. Ditmaal deed hij het samen met Robert C. Cooper. De serie begon op 16 juli 2004 en liep vijf seizoenen, tot 9 januari 2009. Voor deze serie werd een grotendeels nieuwe cast gezocht, maar vele personages verschijnen in zowel Atlantis als SG-1. Net als bij SG-1 was het ook bij Atlantis de bedoeling om na het aflopen van de serie films te maken. De eerste zou Stargate: Extinction hebben geheten, maar werd uiteindelijk niet gemaakt. Joe Flanigan, die als John Sheppard een van de hoofdpersonages uit Atlantis speelde, had verregaande plannen met MGM om de serie te leasen, en zo alsnog een zesde seizoen te maken. Na de overname van MGM door Spyglass Entertainment moest hij echter opnieuw beginnen met de onderhandelingen, en bovendien toonde Spyglass meer interesse in een vervolg op de originele film.
De derde hoofdserie uit de franchise was opnieuw een spin-off getiteld Stargate Universe. Wright en Cooper, die eerder Atlantis maakten, deden hetzelfde met Universe. De serie liep van 2 oktober 2009 tot en met 9 mei 2011 en had twee seizoenen. Net als bij Atlantis kende de reeks een nieuwe hoofdcast, maar personages uit SG-1 en Atlantis hadden wel gastoptredens. De serie had een beduidend serieuzere toon dan de eerdere twee series, waarin humor een belangrijke rol speelde. Na het einde van Universe bleef het lange tijd stil rond nieuwe Stargateprojecten.
De eerstvolgende serie binnen de franchise volgde in 2018. In tegenstelling tot de vorige drie series ging het om een internetserie, getiteld Stargate Origins. De serie kende een volledig andere crew en cast dan de voorgaande series, en werd gemaakt door Mark Ilvedson en Justin Michael Terry. Ze liep van 15 februari tot 8 maart 2018 en draaide rond een jonge Catherine Langford (gespeeld door Ellie Gall), een personage dat al te zien was in de originele film en SG-1. Later in 2018 werd de serie als een film, Stargate Origins: Catherine, opnieuw uitgegeven.
Tijdens SG-1 werd er ook een animatieserie gemaakt, getiteld Stargate Infinity. Deze verscheen van 14 september 2002 tot en met 24 maart 2003 en werd gemaakt door Eric Lewald en Michael Maliani. Zelden wordt deze echter als canon beschouwd, aangezien de reeks compleet los van alle andere zaken uit de franchise werd gemaakt.
In september 2018 werd Wright benaderd door MGM om een nieuwe Stargateserie te maken. Eind 2020 bevestigde Wright dat hij deze aan het ontwikkelen was. Na de aankoop van MGM door Amazon in maart 2022 gaf Wright aan dat zijn project waarschijnlijk stop werd gezet. Eind 2022 bleek dat Amazon en MGM op zoek waren naar showrunners voor nieuwe projecten binnen de Stargatefranchise. Mark Fergus en Hawk Ostby, die eerder al samen The Expanse maakten voor Amazon, leken de grootste kanshebbers. De Amerikaanse website Deadline kondigde in april 2023 aan dat er eerst een film en later een serie gemaakt zouden worden.

## Films en series

### Speelfilm
- Stargate (1994): deze film legde de basis voor alle producties die volgen. In de film is te zien hoe de Stargate voor het eerst wordt ontdekt en gebruikt.

### Liveactionseries
- Stargate SG-1 (1997-2007): de eerste serie, een spin-off en direct vervolg op de film. De serie liep tien seizoenen met in totaal meer dan 200 afleveringen.
- Stargate Atlantis (2004-2009): de tweede serie. Deze liep vijf seizoenen.
- Stargate Universe (2009-2011): de derde serie. Deze liep twee seizoenen.
- Stargate Origins (2018): de vierde serie. Deze liep één seizoen, als webserie.

### Dvd-films
- Stargate: The Ark of Truth (2008): de eerste van twee direct-naar-dvd-films. Deze film is gemaakt om de verhaallijn uit seizoen 10 van de serie Stargate SG-1 af te sluiten.
- Stargate: Continuum (2008): de tweede film met de cast van Stargate SG-1 in de hoofdrol, waarin de verhaallijn rond de Goa'uld weer terugkeert, met Ba'al als belangrijkste antagonist.

### Animatieserie
- Stargate Infinity (2002-2003): een animatieserie, die niet canon is met de rest van de franchise.

## Verhaal

### Stargate
De film begint met de opgraving van de Stargate in Gizeh in 1928. Decennia later, in 1994, in een hedendaagse militaire basis in Creek Mountain, Colorado, ontdekt de in diskrediet geraakte egyptoloog Daniel Jackson (James Spader) hoe de Stargate gebruikt moet worden. De eerste sonde die door de Stargate werd gestuurd toont de overleefbare omstandigheden op de planeet Abydos. Een team onder leiding van kolonel Jack O'Neil (Kurt Russell) krijgt dan de opdracht om door de Stargate te stappen en potentiële militaire bedreigingen aan de andere kant te identificeren. Jackson vergezelt hen om de andere Stargate te bedienen om weer naar huis te raken.
Het team ontdekt een slavenbeschaving in dienst van een buitenaards wezen die zich voordoet als de Egyptische god Ra (Jaye Davidson). Ra en zijn volgelingen hebben een menselijke vorm aangenomen en overheersen de slaven met brute kracht. Met de hulp van de lokale bevolking is O'Neil's team uiteindelijk in staat een slavenopstand te ontketenen, die Ra's troepen overweldigt. Ra ontsnapt in zijn moederschip, maar O'Neil kan een nucleaire kernkop teleporteren aan boord van Ra's schip in een baan om de planeet en deze tot ontploffing brengen. Nu Ra dood is, kan de beschaving in vrede verderleven. O'Neil en zijn team keren terug naar huis via de Stargate, maar Jackson blijft op de planeet met zijn nieuwe geliefde Sha'uri (Mili Avital).

### Stargate SG-1
Het verhaal van Stargate SG-1 begint ongeveer een jaar na de gebeurtenissen van de film, wanneer de regering van de Verenigde Staten ontdekt dat men via de Stargate toegang kan krijgen tot een netwerk van dergelijke apparaten op een groot aantal planeten. SG-1 is een van de ongeveer twintig teams van de Amerikaanse luchtmacht die het heelal verkennen en de Aarde verdedigt tegen buitenaardse bedreigingen. Het team bestaat oorspronkelijk uit Jack O'Neill (Richard Dean Anderson), Daniel Jackson (Michael Shanks), Samantha Carter (Amanda Tapping) en Teal'c (Christopher Judge). In de eerste acht seizoenen is de missie van de SG-teams het melkwegstelsel te verkennen en te zoeken naar buitenaardse technologie en bondgenoten om de Aarde te verdedigen tegen de Goa'uld. De Goa'uld hebben duizenden jaren geleden menselijke slaven van de Aarde naar andere bewoonbare planeten in het heelal vervoerd. SG-1 ontdekt dat hoogontwikkelde mensachtige wezens, bekend als de Ancients, miljoenen jaren eerder het netwerk aan Stargates bouwden, voor ze opstegen naar een hoger bestaansniveau, waarna ze beloofden zich niet te bemoeien met het leven van andere soorten. De Ori, behorend tot hetzelfde ras als de Ancients, die hun krachten gebruiken om andere soorten te onderwerpen door religieuze indoctrinatie, nemen de rol van de belangrijkste antagonisten op zich in de laatste twee seizoenen. De films The Ark of Truth en Continuum zijn een vervolg op deze serie.

### Stargate Atlantis
Het verhaal van Stargate Atlantis volgt op de gebeurtenissen uit de afleveringen Lost City en New Order uit seizoen zeven en acht van Stargate SG-1, waarin de cast van die serie een buitenpost op Antarctica ontdekt, gemaakt door de Ancients. In de eerste aflevering, Rising, ontdekt Daniel Jackson (Michael Shanks) de locatie van Atlantis, de legendarische stad die door de Ancients werd gecreëerd. Stargate Command stuurt een internationaal team om dit te onderzoeken. Dit team, onder leiding van John Sheppard (Joe Flanigan), samen met twee dozijn andere teams, zullen de verre planeten in de Pegasus Melkweg verkennen. Ze maken hiervoor gebruik van de Stargate. Het team waarop wordt gefocust in deze serie bestaat verder nog uit Elizabeth Weir (Torri Higginson), Teyla Emmagan (Rachel Luttrell), Aiden Ford (Rainbow Sun Francks) en Rodney McKay (David Hewlett).

### Stargate Universe
Het verhaal van Stargate Universe volgt de avonturen van een internationaal verkenningsteam dat reist met behulp van het ruimteschip Destiny, enkele miljarden lichtjaren verwijderd van het Melkwegstelsel. Ze proberen een manier te vinden om terug te keren naar de Aarde, terwijl ze tegelijkertijd proberen te verkennen en te overleven in hun onbekende gebied van het universum. Het team was beduidend groter dan bij de voorbije twee series, bestaande uit Nicholas Rush (Robert Carlyle), Everett Young (Louis Ferreira), Matthew Scott (Brian J. Smith), Chloe Armstrong (Elyse Levesque), Eli Wallace (David Blue), Tamara Johansen (Alaina Huffman), Ronald Greer (Jamil Walker Smith) en Camile Wray (Ming-Na Wen).

### Stargate Origins
Het verhaal van Stargate Origins speelt zich af in 1939, en is bijgevolg een prequel op de rest van de franchise. Het volgt een jonge Catherine Langford (Ellie Gall), die door de Stargate gaat in een zoektocht om haar vader, Paul Langford (Connor Trinneer), te redden. Verder verschijnen ook personages als Wilhelm Brücke (Aylam Orian), James Beal (Philip Alexander) en Wasif (Shvan Aladdin).

### Stargate Infinity
Het verhaal van Stargate Infinity speelt zich 30 jaar in de toekomst af en volgt Gus Bonner en zijn team. Bonner's team werd opgericht nadat hij er werd ingeluisd voor een misdaad die hij niet had begaan. Hij ontsnapte nadat het vijandige buitenaardse ras Tlak'kahn Stargate Command aanviel om de chrysalis te vinden. Samen met zijn team ontsnapt hij door de Stargate met de chrysalis. Vanaf dat moment gaan ze van planeet naar planeet totdat ze hun naam kunnen zuiveren. De serie is de enige animatieserie van de franchise.

## Hoofdpersonages
|                    | Stargate(1994)               | SG-1(1997-2007)               | The Ark of Truth(2008) | Continuum(2008)       | Infinity(2002-2003) | Atlantis(2004-2009)   | Universe(2009-2011)   | Origins(2018) |
| ------------------ | ---------------------------- | ----------------------------- | ---------------------- | --------------------- | ------------------- | --------------------- | --------------------- | ------------- |
| Jack O'Neill       | Kurt Russell                 | Richard Dean Anderson         |                        | Richard Dean Anderson |                     | Richard Dean Anderson | Richard Dean Anderson |               |
| Daniel Jackson     | James Spader                 | Michael Shanks                | Michael Shanks         | Michael Shanks        | Michael Shanks      | Michael Shanks        |                       |               |
| Ra                 | Jaye Davidson                | Jay Williams                  |                        | Jay Williams          |                     |                       |                       |               |
| Catherine Langford | Viveca Lindfors              | Elizabeth HoffmanNancy Hillis |                        | Ellie Gall            |                     |                       |                       |               |
| Samantha Carter    |                              | Amanda Tapping                | Amanda Tapping         | Amanda Tapping        | Amanda Tapping      | Amanda Tapping        |                       |               |
| Teal'c             | Christopher Judge            | Christopher Judge             | Christopher Judge      | Christopher Judge     |                     |                       |                       |               |
| George S. Hammond  | Don S. Davis                 |                               | Don S. Davis           | Don S. Davis          |                     |                       |                       |               |
| Jonas Quinn        | Corin Nemec                  |                               |                        |                       |                     |                       |                       |               |
| Cameron Mitchell   | Ben Browder                  | Ben Browder                   | Ben Browder            |                       |                     |                       |                       |               |
| Hank Landry        | Beau Bridges                 | Beau Bridges                  | Beau Bridges           | Beau Bridges          |                     |                       |                       |               |
| Vala Mal Doran     | Claudia Black                | Claudia Black                 | Claudia Black          |                       |                     |                       |                       |               |
| Gus Bonner         |                              |                               |                        | Dale Wilson           |                     |                       |                       |               |
| Stacey Bonner      | Tifanie Christun             |                               |                        |                       |                     |                       |                       |               |
| Seattle Montoya    | Bettina Bush                 |                               |                        |                       |                     |                       |                       |               |
| R.J. Harrison      | Mark Hildreth                |                               |                        |                       |                     |                       |                       |               |
| Draga              | Kathleen Barr                |                               |                        |                       |                     |                       |                       |               |
| Ec'co              | Cusse Mankuma                |                               |                        |                       |                     |                       |                       |               |
| Da'Kyll            | Mark Acheson                 |                               |                        |                       |                     |                       |                       |               |
| Pahk'kal           | Mackenzie Gray               |                               |                        |                       |                     |                       |                       |               |
| Nephestis          | Lee Tockar                   |                               |                        |                       |                     |                       |                       |               |
| John Sheppard      | Joe Flanigan                 |                               | Joe Flanigan           |                       |                     |                       |                       |               |
| Elizabeth Weir     | Jessica SteenTorri Higginson | Torri Higginson               |                        |                       |                     |                       |                       |               |
| Teyla Emmagan      |                              | Rachel Luttrell               |                        |                       |                     |                       |                       |               |
| Aiden Ford         | Rainbow Sun Francks          |                               |                        |                       |                     |                       |                       |               |
| Rodney McKay       | David Hewlett                | David Hewlett                 | David Hewlett          |                       |                     |                       |                       |               |
| Ronon Dex          |                              | Jason Momoa                   |                        |                       |                     |                       |                       |               |
| Carson Beckett     | Paul McGillion               |                               |                        |                       |                     |                       |                       |               |
| Jennifer Keller    | Jewel Staite                 |                               |                        |                       |                     |                       |                       |               |
| Richard Woolsey    | Robert Picardo               | Robert Picardo                | Robert Picardo         |                       |                     |                       |                       |               |
| Nicholas Rush      |                              |                               | Robert Carlyle         |                       |                     |                       |                       |               |
| Everett Young      | Louis Ferreira               |                               |                        |                       |                     |                       |                       |               |
| Matthew Scott      | Brian J. Smith               |                               |                        |                       |                     |                       |                       |               |
| Chloe Armstrong    | Elyse Levesque               |                               |                        |                       |                     |                       |                       |               |
| Eli Wallace        | David Blue                   |                               |                        |                       |                     |                       |                       |               |
| Tamara Johansen    | Alaina Huffman               |                               |                        |                       |                     |                       |                       |               |
| Ronald Greer       | Jamil Walker Smith           |                               |                        |                       |                     |                       |                       |               |
| Camile Wray        | Ming-Na Wen                  |                               |                        |                       |                     |                       |                       |               |
| Paul Langford      | Erik Holland                 | Duncan Fraser                 |                        | Connor Trinneer       |                     |                       |                       |               |
| Wilhelm Brücke     |                              |                               | Aylam Orian            |                       |                     |                       |                       |               |
| James Beal         | Philip Alexander             |                               |                        |                       |                     |                       |                       |               |

## Boeken
Er zijn drie series van romans gebaseerd op het Stargate franchise. Eén gebaseerd op de originele film, en twee gebaseerd op Stargate SG-1 en Stargate Atlantis.
Een serie boeken gepubliceerd door Bill McCay werd uitgebracht tussen 1996 en 1999. Deze boeken waren onofficiële vervolgen op de film.
Van 1999 tot 2001 publiceerde ROC vier romannen gebaseerd op Stargate SG-1, geschreven door Ashley McConnell. In 2004 bracht het Britse Fandemonium Press een nieuwe serie boeken uit, maar door conflicten met ROC werden deze boeken niet in de Verenigde Staten uitgebracht.

## Strips
Een serie stripboeken gebaseerd op Stargate SG-1 en Stargate Atlantis werd uitgebracht door Avatar Press in 2003.

## Spellen
- Een Stargate Trading Card-spel werd uitgebracht in mei 2007.
- Een Stargate rollenspel werd geproduceerd door Alderac Entertainment.
- Twee computerspellen gebaseerd op de film werden uitgebracht door Acclaim Entertainment: een side-scrolling platformspel voor de Super Nintendo Entertainment System (SNES) en Sega Mega Drive, en een Tetrisachtig puzzelspel voor de Sega Game Gear en Nintendo Game Boy.
- Stargate SG-1: The Alliance was een computerspel gebaseerd op het Stargate-universum. Dit spel is echter niet uitgebracht.
- De attractieparken Six Flags Kentucky Kingdom, Six Flags Great America, and Six Flags Marine World hebben alle drie de simulator Stargate SG-3000.
- Stargate Worlds is een Stargate-universum MMORPG (Massively Multiplayer Online Role Playing Game).
- Een Stargate flipperkastspel is ontwikkeld door Gottlieb.